# Ötlyukú-barlang
Az Ötlyukú-barlang a Duna–Ipoly Nemzeti Parkban lévő Visegrádi-hegységben található egyik üreg. Dömös területén van.

## Leírás
A Kőtorony-alatti-barlang csűr jellegű ereszétől délnyugatra, körülbelül 10 méterre található az Ötlyukú-barlang egyik bejárata, ez vezet a gyűjtőág szerepét betöltő átmenő folyosó egyik végébe.
Az üreg egy nagy kőtömb belsejében lévő üregekből tevődik össze. Voltaképpen három nagyobb ága van, ezek összesen öt bejáraton nyílnak a szabadba. Van még egy kéménye és két ablaka is, de ezek nem járható méretűek. Az üreg járatainak hossza 18,5 m. Legnagyobb bejárati nyílásától látszik a Kőtorony-alatti-barlangnál említett hatalmas kőoszlop. Ez a két méter széles bejárat a szikla délkeleti oldalán van. A Gyűjtő-ág a kőlépcsői miatt kissé küzdelmesen járható, az Ívelt-ág szűk, de járható, a délkeleti ág pedig kisebb terem.
A nagy kőtömbben és alatta úgy jöttek létre a járható méretű rések, üregek, hogy a tekintélyes méretű és súlyú kőtömb az idők során több darabra tört, a darabok egymáshoz képest elmozdultak, megbillentek.
Előfordul az üreg az irodalmában Ötlyuku-barlang néven is.

## Kutatástörténet
1997-ben Gönczöl Imréék fedezték fel. Részletes leírást, térképet és fényképeket készítettek róla. A 2001. november 12-én elkészült, Magyarország nemkarsztos barlangjainak irodalomjegyzéke című kézirat barlangnévmutatójában szerepel az Ötlyukú-barlang. A barlangnévmutatóban meg van említve 1 irodalmi mű, amely foglalkozik az üreggel. A 366. tétel nem említi, a 365. tétel említi.
A 2014. évi Karsztfejlődésben megjelent tanulmányban az olvasható, hogy a Visegrádi-hegység 9. leghosszabb barlangja a 18,5 m hosszú és 1,6 m magas Ötlyukú-barlang. Kőzetkipergéssel terjedelmes barlangok alakultak ki a hegységben, pl. az Ötlyukú-barlang. A Visegrádi-hegység 101 barlangjának egyike a Dömösön található barlang. A publikációhoz mellékelt, a Visegrádi-hegység 10 m-nél hosszabb barlangjainak elhelyezkedését bemutató ábrán látható az üreg földrajzi elhelyezkedése. A helyszínrajzot Eszterhás István szerkesztette.